# El-Udeid légibázis
Az el-Udeid légibázis Katar fővárosa, Doha mellett található. 1996-ban épült. Amellett, hogy a Katari Állam Légierejének központja, több nemzet légierejének ad helyet, egyúttal az USA haderői regionális parancsnokságának székhelye. 

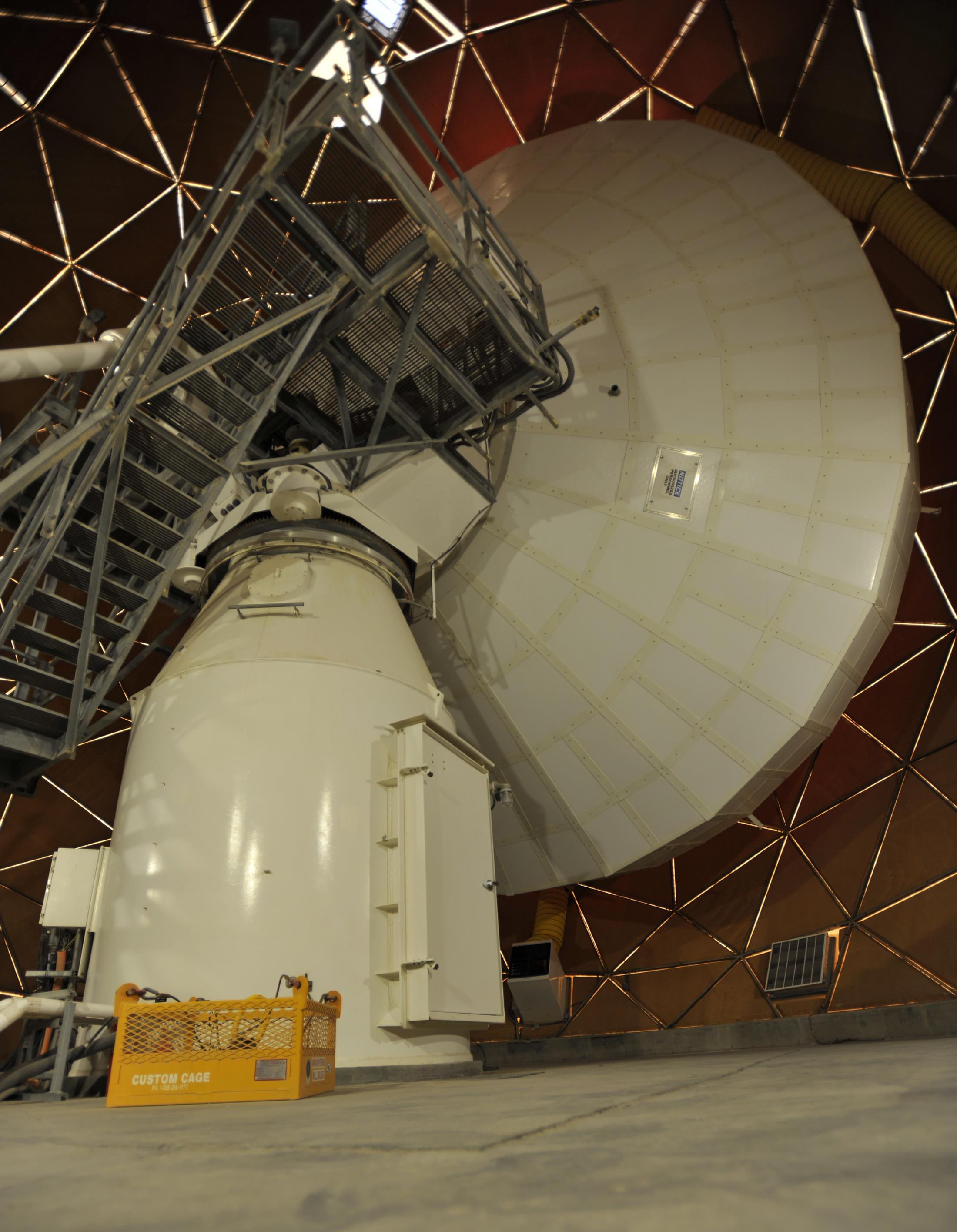
Az American Modernized Enterprise Terminal (AMET) a radarkupola belsejében az el-Udeid légibázison, amely az Egyesült Államok regionális parancsnokságának székhelye

Miután az izraeli–iráni háborúba az Egyesült Államok támadó félként is belépett, megtámadva Irán atomipari létesítményeit, Fordóban, Natanzban és Iszfahánban, az amerikai támadásra válaszul Irán 2025. június 23-án támadást intézett a támaszpont ellen, ami az amerikai haderő egyik regionális központja is. Donald Trump a támaszpont elleni támadást igen gyenge válasznak nevezte, azt állítva, hogy a tizennégy iráni rakétából tizenhármat lelőttek, egyet pedig, ami nem jelentett veszélyt, hagytak egy üres területen becsapódni. Azonban a támadás után két héttel olyan űrfelvételek kerültek nyilvánosságra, amelyeken látható, hogy az iráni légicsapás során találatot kapott és elpusztult a támaszpont egyik fontos eleme, egy L3Harris Large fixed modernised enterprise terminal. A körülbelül 15 millió amerikai dollár értékű nagy teljesítményű műholdas adatátviteli terminált ért támadást a Pentagon szóvivője is megerősítette. Hamarosan kikerültek az internetre olyan felvételek is, amelyeken jól látható, hogy a terminál parabolaantennája bizonyosan elpusztult.